# Arceuthobium americanum
Arceuthobium americanum är en sandelträdsväxtart som beskrevs av Thomas Nuttall och Asa Gray. Arceuthobium americanum ingår i släktet Arceuthobium och familjen sandelträdsväxter. Inga underarter finns listade i Catalogue of Life.